# Beccariella singuliflora
Beccariella singuliflora är en tvåhjärtbladig växtart som först beskrevs av Cyril Tenison White och William Douglas Francis, och fick sitt nu gällande namn av Swenson, Bartish och Munzi. Beccariella singuliflora ingår i släktet Beccariella och familjen Sapotaceae. Inga underarter finns listade i Catalogue of Life.